# Смеющаяся сова
Смеющаяся сова, или новозеландская сова-хохотунья (лат. Ninox albifacies), — вид вымерших хищных птиц семейства совиных, обитавших в Новой Зеландии. Ранее относили к монотипическому роду Sceloglaux
.

## Описание
Вид, обнаруженный европейцами вскоре после основания британской колонии в Новой Зеландии (1840), назван так из-за своего голоса. Птицы достигали 35—40 см в длину при длине крыла до 26 см и весе около 600 г; самки были немного крупнее самцов. Основной тон оперения — светло-коричневый с неправильными тёмно-коричневыми полосами. Лицевой диск — серый в центре и почти белый на периферии; на Северном острове обитали птицы с красноватым лицевым диском, считающиеся отдельным подвидом.
Основная масса сов жила на Южном острове; небольшие популяции обитали и в лесах Северного острова. Совы могли летать, но преимущественно вели наземный образ жизни в сухих каменистых местах или в лесах. Они охотились на мелких млекопитающих, птиц, ящериц и насекомых — не на лету, а передвигаясь по земле на ногах. Их рацион хорошо изучен благодаря находкам ископаемых несъедобных погадок (остатков пищи, включая кости животных, которые совы отрыгивали плотными комками). В сентябре — октябре совы откладывали кладки из двух яиц в гнёзда, располагавшиеся на земле; самка, не покидая гнездо, высиживала яйца 25 дней, а самец в это время кормил её.
Уже к 1880 году популяция сов сократилась так, что у себя на родине они считались редкими птицами. К 1889 году вымер «краснолицый» подвид Северного острова, а последний достоверно известный образец основного, «белолицего», подвида Южного острова был обнаружен мёртвым в 1914 году. Существуют не вполне достоверные сведения о том, что сов видели в 1920-е и 1940-е годы. Вымирание хохочущих сов связывается с охотниками, и с сельским хозяйством, и с истреблением наземных птиц кошками и горностаями — их завезли европейцы для истребления малых крыс.